# Městská autobusová doprava v Uherském Hradišti
Městská autobusová doprava v Uherském Hradišti, známá pod názvem Poulička, tvoří základní systém městské hromadné dopravy ve městě Uherské Hradiště. Síť autobusových linek zajišťuje dopravní spojení nejen v samotném městě, ale částečně zasahuje také do sousedních měst Kunovice a Staré Město, čímž propojuje celé toto souměstí.
Od července 2023 je městská doprava v  Uherském Hradišti součástí Integrované dopravy Zlínského kraje (IDZK), což přineslo možnost využití jednotného tarifu ve všech autobusech a vlacích v rámci celého souměstí.
Nástup je možný všemi dveřmi, nové autobusy mají poptávkové otevírání. Všechny zastávky jsou na znamení.

## Historie

### Začátek 20. století
Kořeny autobusové dopravy na Uherskohradišťsku sahají až k 1. srpnu 1911, kdy byla zavedena poštovní autobusová doprava z Uherského Hradiště do Březolup, Buchlovic a Velehradu, zajišťovaná jedním autobusem s kapacitou 12 míst. Brzy byla ovšem z větší části zrušena a ponecháno bylo pouze spojení s Velehradem.

### 1963 – 1993
Od 1. dubna 1963 byla autobusová doprava v Uherském Hradišti a okolí provozována dopravním závodem 611 státního podniku ČSAD národní podnik Brno.
V letech 1981 – 1982 bylo postaveno nové autobusové nádraží v současné poloze na ulici Velehradská za bývalou věznicí s odbavovací halou a čekárnou na místě dnešního supermarketu Billa.

### 1993 – 2025
Po privatizaci v roce 1993 převzala provoz společnost ČSAD BUS Uherské Hradiště a.s., která zajišťovala provoz MHD na základě smlouvy z roku 1993 až do února 2025 (mezi lety 1998 až 2020 byla doprava z velké části objednávána a financována Zlínským krajem), kdy byla nahrazena společností Znojemská dopravní společnost - PSOTA vzešlou z veřejné soutěže.

#### Linkové vedení
Městská doprava byla dlouho tvořena osmi linkami, které zajišťovaly především radiální spojení mezi autobusovým nádražím v Uherském Hradišti a městskými částmi, sídlišti, nemocnicí, školami, obchodní zónou a průmyslovými oblastmi. Některé linky byly polookružní (např. 2, 4, 6, 7, 8), jiné měly okružní charakter (např. 3, 5). Linky obsluhovaly i město Kunovice a zajížděly do zastávky Obchodní zóna ve Starém Městě.
V roce 2021 byla zrušena linka 1, která spojovala město Uherské Hradiště se sousedními městy Kunovice a Staré Město. Důvodem byla neshoda na financování linky mezi městy a krajem. Jako náhrada byla později zavedena příměstská linka 300, která od roku 2024 znovu propojila souměstí Uherské Hradiště, Kunovice a Staré Město, nově v pravidelném 30minutovém intervalu.
V minulosti existovala také bezplatná linka k hypermarketu Interspar (dnes Albert), která byla provozována do ledna 2008. Spojení s Obchodní zónou, ve které se hypermarket nachází, bylo v prosinci 2013 obnoveno prodloužením linky 4.

#### Seznam linek 2006 - 2023
Linka 1 (do 2020 včetně) - obousměrná ve 4 variantách, několik spojů až ze Starého Města do Kunovic:
- Staré Město, žel.st. - Staré Město, Lidový dům - Uherské Hradiště, AN
- (Staré Město, žel.st. -) Staré Město, Velehradská - Uherské Hradiště, AN
- Uherské Hradiště, AN - Kunovice, Petříkovec
- Uherské Hradiště, AN - Kunovice, Let

Linka 2, jednosměrná polookružní:
- Uherské Hradiště, AN - Uherské Hradiště, garáže ČSAD - Sady - Vésky - Míkovice - Kunovice - Uherské Hradiště, garáže ČSAD - Uherské Hradiště, AN

Linka 3, jednosměrná okružní:
- Uherské Hradiště, AN - Mařatice, škola - (Mařatice, hřbitov točna -) Mařatice, Rudy Kubíčka - Uherské Hradiště, garáže ČSAD - Uherské Hradiště, AN

Linka 4, obousměrná:
- (Staré Město, obchodní zóna (od 2014) -) Uherské Hradiště, AN - Mařatice, Mesit - Jarošov, náves - Jarošov, Louky

Linka 5, jednosměrná okružní:
- Uherské Hradiště, AN - Uherské Hradiště, garáže ČSAD - Mařatice, Rudy Kubíčka - (Mařatice, hřbitov točna -)  Mařatice, škola - Uherské Hradiště, AN

Linka 6, jednosměrná polookružní:
- Uherské Hradiště, AN - Uherské Hradiště, garáže ČSAD - Kunovice - Míkovice - Vésky - Sady - Uherské Hradiště, garáže ČSAD - Uherské Hradiště, AN

Linka 7, jednosměrná okružní:
- Uherské Hradiště, AN - Uherské Hradiště, Jiřího z Poděbrad - Uherské Hradiště, nemocnice (do 14:50) - Štěpnice, u Olšávky - Uherské Hradiště, nemocnice (od 14:50) - Uherské Hradiště, AN

Linka 8, obousměrná:
- Mařatice, hřbitov točna - Mařatice, Rudy Kubíčka - Mařatice, škola - Uherské Hradiště, AN - Uherské Hradiště, Stará Tenice - Uherské Hradiště, žel.st. - Uherské Hradiště, nemocnice - Štěpnice, u Olšávky

Linka 9 (od 2021) - nepravidelné spoje, 7 v PD a 1 o víkendu (školní spoje, obsluha zastávky Kunovice, Let...)

#### Vozový park
Od roku 2004 byly do provozu zařazovány pouze nízkopodlažní nebo částečně nízkopodlažní autobusy. Od roku 2014 byly všechny nové vozy vybaveny klimatizací. Dopravce v roce 2018 zakoupil dva autobusy na CNG a dva elektrobusy, čímž reagoval na rostoucí požadavky na ekologizaci městské dopravy.
Před přelomovým rokem 2025 bylo v provozu 11 autobusů, všechny alespoň částečně nízkopodlažní, a čtyři záložní vozidla. Nastupovat se mohlo pouze předními dveřmi, přičemž jízdné se platilo u řidiče, buď v hotovosti, nebo bezhotovostně prostřednictvím platební karty, krajské karty Zetka či její alternativy v podobě karty ODISka. Od července 2024 pak bylo možné k nákupu jízdenky použít také mobilní aplikaci FAIRTIQ.

### 2025 – současnost
Od 1. února 2025 došlo k zásadní reorganizaci systému městské hromadné dopravy. Linkové vedení bylo kompletně přepracováno, aby lépe propojovalo různé části města, a došlo ke zvýšení objemu dopravy. Novým provozovatelem se stala Znojemská dopravní společnost Psota, s.r.o., která nahradila dosavadního dopravce. Nový systém zahrnuje i změnu pravidel pro nástup, umožňující cestujícím využívat všechny dveře autobusů.

## Linkové vedení
Od února 2025 je městská autobusová doprava v Uherském Hradišti tvořena zcela novou sítí linek označených čísly 301–316, které navazují na páteřní linku 300 Zlínského kraje. Toto nové vedení přineslo zásadní změnu v organizaci dopravy:
- Nové linky jsou vedeny diametrálně – místo aby všechny směřovaly na autobusové nádraží, přímo propojují různé části města přes centrum bez nutnosti přestupů.
- Provoz zahrnuje 9 nových zastávek, čímž se pokrytí rozšířilo i na oblasti dosud neobsluhované, jako jsou sídliště Pod Svahy, Svatováclavská ulice a Markov v Jarošově.

Nové linkové vedení je navrženo tak, aby splňovalo různé potřeby cestujících:
- Linky 300–308 tvoří páteřní síť s pravidelnými intervaly a jsou základem městské dopravy.

- Linka 311 je víkendová a sváteční alternativa linky 301.

- Linky 310, 314, 315 a 316 slouží jako doplňkové spoje, zaměřené na obsluhu specifických lokalit ve vybraných časech.

| Č. | Trasa                                                                   | Délka (v km) |
| --- | ----------------------------------------------------------------------- | ------------ |
| 300 | Sady, Za Kovárnou – / Kunovice, Petříkovec – Staré Město, žel. stanice  | 11*          |
| 301 | (Mařatice, hřbitov –) Východ, Rudy Kubíčka – Štěpnice, Zahrádky         | 9            |
| 302 | (Míkovice, Na Příkopě –) Sady, Za Kovárnou – Štěpnice, Zahrádky         | 12           |
| 303 | (Mařatice, hřbitov –) Východ, Rudy Kubíčka– Staré Město, obchodní zóna  | 9*           |
| 304 | Jarošov, Louky – Štěpnice, Zahrádky                                     | 9            |
| 305 | Jarošov, Louky – Východ, Rudy Kubíčka (– Mařatice, hřbitov)             | 8            |
| 306 | (Míkovice, Na Příkopě –) Sady, Za Kovárnou – Nemocnice                  | 8            |
| 307 | Jarošov, Louky – Autobusové nádraží (– Štěpnice, Zahrádky)              | 10           |
| 308 | (Mařatice, hřbitov –) Východ, Rudy Kubíčka – Staré Město, obchodní zóna | 7*           |
| 310 | Východ, Rudy Kubíčka – Staré Město, žel. stanice                        | 7*           |
| 311 | (Mařatice, hřbitov –) Východ, Rudy Kubíčka – Štěpnice, Zahrádky         | 9            |
| 314 | Jarošov, Louky – Autobusové nádraží – Kunovice, Let                     | 11*          |
| 315 | (Míkovice, Na Příkopě –) Sady, Za Kovárnou – Jarošov, Louky             | 8            |
| 316 | Štěpnice, Za Alejí – Kunovice, Let                                      | 8*           |
| Linky 301 a 308 jezdí pouze v pracovní dny, linka 311 pouze o víkendu a linky 314–316 jsou pouze účelové spoje. Trasy linek označených hvězdičkou (*) vedou zčásti i za hranice Uherského Hradiště. Linky 301–316 provozuje ZDS Psota, linku 300 ČSAD UH. |                                                                         |              |

Provoz je v porovnání s minulostí výrazně posílen. Linky jezdí až do půlnoci a nabídka víkendového provozu je nyní plnohodnotná, s častějšími odjezdy. Celý systém tak lépe propojuje jednotlivé části města a nabízí komfortní spojení pro obyvatele i návštěvníky Uherského Hradiště. Na všech linkách je možný nástup všemi dveřmi.

## Změna od 30.6.
Od 30.6. bylo linkové vedení zjednodušeno, byl snížen počet linek při zachování kilometrického rozsahu provozu.
| Č. | Trasa                                                                                       | Délka (v km) | Interval v minutách, resp. počet spojů | Interval v minutách, resp. počet spojů | Interval v minutách, resp. počet spojů | Interval v minutách, resp. počet spojů |        |
| --- | ------------------------------------------------------------------------------------------- | ------------ | -------------------------------------- | -------------------------------------- | -------------------------------------- | -------------------------------------- | ------ |
| |                                                                                             | Délka (v km) |                                        | špička                                 | sedlo                                  | večer                                  | víkend |
| 300 | Sady, Za Kovárnou – / Kunovice, Petříkovec – Staré Město, žel. stanice                      | 11*          | 30                                     | 30                                     | 30                                     | 30-60                                  |        |
| 301 | (Mařatice, hřbitov –) Východ, Rudy Kubíčka – Štěpnice, Zahrádky                             | 9            | 30                                     | 20-40                                  | 60                                     | -                                      |        |
| 302 | Míkovice, Na Příkopě - Východ, Rudy Kubíčka – Štěpnice, Zahrádky                            | 12           | (5 spojů)                              | -                                      | 60                                     | 60                                     |        |
| 303 | Na Rybníku - Východ, Rudy Kubíčka– Staré Město, obchodní zóna                               | 8*           | 30                                     | 60                                     | 60                                     | -                                      |        |
| 304 | Jarošov, Louky – Štěpnice, Zahrádky                                                         | 9            | 30                                     | 60                                     | 60                                     | 60                                     |        |
| 305 | Jarošov, Louky – Autobusové nádraží                                                         | 5            | 30                                     | 30-60                                  | 30-60                                  | (8 párů)                               |        |
| 306 | Míkovice, Na Příkopě – Nemocnice                                                            | 9            | 30                                     | 30                                     | -                                      | -                                      |        |
| 310 | Východ, Rudy Kubíčka – Na Rybníku - Staré Město, žel. stanice                               | 8*           | (celkem 10 spojů)                      | (celkem 10 spojů)                      | (celkem 10 spojů)                      | -                                      |        |
| 311 | (Mařatice, hřbitov –) Východ, Rudy Kubíčka – St. Město, obch. zóna ( - St. Město, žel. st.) | 10*          | -                                      | -                                      | -                                      | 60                                     |        |
| 314 | Jarošov, Louky – Kunovice, Let                                                              | 11*          | (2 spoje)                              | -                                      | -                                      | -                                      |        |
| 315 | Míkovice, Na Příkopě – Jarošov, Louky                                                       | 8            | (4 spoje)                              | -                                      | -                                      | -                                      |        |
| 316 | Štěpnice, Za Alejí – Kunovice, Let                                                          | 8*           | (2 spoje)                              | -                                      | -                                      | -                                      |        |
| Linky 301, 303, 306 a 310 jezdí pouze v pracovní dny, linka 311 pouze o víkendu a linky 314–316 jsou pouze účelové spoje. Trasy linek označených hvězdičkou (*) vedou zčásti i za hranice Uherského Hradiště. Linky 301–316 provozuje ZDS Psota, linku 300 ČSAD UH. |                                                                                             |              |                                        |                                        |                                        |                                        |        |

## Dopravci
Městskou hromadnou dopravu v Uherském Hradišti zajišťují dva hlavní dopravci:
- Znojemská dopravní společnost Psota – Provozuje většinu základních i doplňkových linek.
- ČSAD BUS Uherské Hradiště – Nadále obsluhuje krajskou páteřní linku 300, která propojuje souměstí Staré Město – Uherské Hradiště – Kunovice.

## Vozový park

### ZDS Psota
Do provozu nového systému městské hromadné dopravy bude postupně zařazeno 13 nových třídveřových plně nízkopodlažních autobusů, které jsou klimatizované a zahrnují i několik tichých bezemisních elektrobusů:
- Devět autobusů Mercedes-Benz Citaro K
- Čtyři elektrobusy MAN Lion's City 10E

V prvních týdnech provozu, než budou všechny nové autobusy dodány, dopravce dočasně nasazuje starší vozy SOR BN(G) 10,5, SOR BN 9,5, SOR BN 12, SOR C 12 a Karosa C 954E.
Dočasné autobusy nejsou vybaveny automatem na jízdenky u prostředních dveří.

### ČSAD BUS Uherské Hradiště
Pro provoz páteřní linky 300 byly na začátku jejího provozu 3. března 2024 pořízeny tři nové třídveřové nízkopodlažní autobusy typu Iveco Crossway LE CITY 10,8M. Tyto vozy jsou vybaveny klimatizací, automatickým systémem pro sčítáním cestujících a  samoobslužným automatem pro nákup jízdenek u prostředních dveří. Přesto však dopravce na této lince nasazuje i starší vozidla ze svého vozového parku.

## Obsluha Starého Města a Kunovic

### Linky MHD 301 - 316
V původním provozním konceptu MHD byla všechna meziměstská obsluha řešena pouze pro potřeby občanů Uherského Hradiště.Zastávka Staré Město, obchodní zóna byla obsloužena pouze ve směru z Uherského Hradiště a v okolí se navíc kromě nákupních center nenachází žádná větší obytná zástavba. V obdobném stavu je i nádraží Staré Město, žel.st., kam autobusy jedou po hlavní silnici I/55, ale bez zastavení.
Ve směru do Kunovic jsou vedeny pouze 2 spoje v každém směru. Tyto spoje slouží k návozu na směny k zastávce Kunovice, Let, a také se nedají považovat za meziměstskou obsluhu. V soutěženém jízdním řádu byly obslouženy na území Kunovic jen zastávky Kunovice, Let a Kunovice, Na Bělince. Při spuštění 1.2.2025 se podařilo dojednat obsluhu zastávky Kunovice, Na Rynku a od 30.6.2025 však již staví na všech nácestných zastávkách. Dále se spekuluje i o prodloužení půlnočního spoje končícího v Míkovicích a tyto zastávky jsou již v jízdním řádu na lince 315, reálně ovšem tento spoj zaveden není. 

### Krajská linka 300
Tato páteřní meziměstská linka byla zřízena poté, co kraj vysoutěžil dopravní obslužnost v letech 2021-2030 a město Uherské Hradiště vypsalo vlastní výběrové řízení na obsluhu MHD. Z pohledu Uherského Hradiště se jednalo o náhradu za neúspěšné hledání společného řešení, kdy by celou dopravu po souměstí objednával kraj (jako bylo do roku 2020) a ryze městskou obsluhu by pak platilo Uherské Hradiště s přispěním Starého Města a Kunovic. O meziměstskou linku projevily zájem i Kunovice, které Uherskému Hradišti do roku 2025 přispívaly na provoz linek 2 a 6. Spuštění této linky proto mělo navázat právě na spuštění nové MHD dne 1.1.2024, které se však muselo odložit, a ve výsledku tak byla linka 300 spuštěna s předstihem k nové MHD, ale později, než bylo plánováno, a to dne 3.3.2024 k datu celostátní změny jízdních řádů. K přetrasování některých spojů do Sadů došlo pak při skutečném spuštění MHD a zániku starých linek 2 a 6.
Linka 300 nebyla napřímo soutěžena; její provoz je realizován v rámci navýšení výkonu dopravní obslužnosti v oblasti Uherské Hradiště. Jako nadstandardní obslužnost přispívá město Kunovice na tuto linku částkou 83 333 Kč měsíčně. Město Uherské Hradiště financuje tuto linku nepřímo díky uznávání krajských jízdenek na svých linkách MHD. Staré Město nemá zájem se finančně na této lince podílet (dle nabídky kraje přibližně stejnou částkou, co Kunovice ), dle vyjádření radnice kvůli souběhu s ostatními příměstskými linkami.
I přesto však tato linka ve Starém Městě zastavuje na všech zastávkách po cestě na železniční stanici. Naopak v Uherském Hradišti, ačkoli obsluhuje jiné zastávky v centru, neobsluhuje autobusové nádraží (s výjimkou zkrácených spojů zde končících). Důvod nebyl oficiálně objasněn, dle Plánu dopravní obslužnosti Zlínského kraje byl však záměr zrušit linku 1 právě v souběhu s příměstskou dopravou, nemělo by tak smysl toto spojení obnovovat jen jako doplnění či konkurenci existujících příměstských linek. 

### Ostatní autobusové příměstské linky
Pro cesty v rámci souměstí platí jednotný tarif MHD. Jako bonus k běžným slevám mají cestující 70-74 let roční kupón zdarma, pokud prokážou své bydliště v Uherském Hradišti nebo Kunovicích (města kraji doplácejí ušlé jízdné dle sčítání cestujících).
Výlučně příměstskými linkami jsou obsluhovány průmyslové oblasti na krajích jednotlivých měst. Z obytných oblastí se pak jedná o oblast Nového Dvora v Kunovicích, Huštěnovic, a ulici Velehradskou ve Starém Městě.
V úplném souběhu jsou linky od Bílovic s linkou 305 (od jarošovského pivovaru na autobusové nádraží). S linkou 300 jsou pak v souběhu většina příměstských linek na silnici I/55, které na rozdíl od ní jezdí na autobusové nádraží a většina zde končí.
Na příměstské linky přispívají všechna tři města fixní částkou 110 Kč na občana v rámci základní dopravní obslužnosti.

### Železniční linky
V souměstí se nachází 5 tarifních bodů (Staré Město u Uherského Hradiště, Uherské Hradiště, Kunovice, Kunovice zastávka, Vésky) (+ do tarifní zóny 500 ještě spadá i stanice Huštěnovice). Jednotlivé jízdné je řešeno kilometrickým tarifem, předplatní jízdné a aplikace Fairtiq fungují dle tarifu MHD. 
Autobusová doprava cíleně navazuje na vlakovou dopravu ve stanici Staré Město u Uherského Hradiště, a to zejména na linku R13 Moravan, jejíž vlaky se zde potkávají (Brno-Břeclav / Přerov-Olomouc). Celotýdenně zde navazuje linka 300, v okrajových částech dne a o víkendu také linky 310/311 ve směru na autobusové nádraží a sídliště Východ.

## Integrovaná doprava Zlínského kraje
Od července 2023 je městská hromadná doprava v Uherském Hradišti integrována do systému Integrované dopravy Zlínského kraje (IDZK). Tato integrace zjednodušila tarifní podmínky a umožnila sjednocené cestování v rámci tarifní zóny 500, která pokrývá celé souměstí Uherské Hradiště, Staré Město a Kunovice.
Cena jednotlivého jízdného je stanovena na 15 Kč (plná cena) a 7 Kč (zlevněné jízdné), přičemž všechny jízdenky jsou plně přestupní. Přestup je bezplatný při cestě uvnitř zóny 500, pokud proběhne do 45 minut od zakoupení jízdenky.